# T-Rex: Vissza a krétakorba
A T-Rex: Vissza a krétakorba (T-Rex: Back to the Cretaceous) egy 1998-as, IMAX 3D formátumra készült kalandfilm Brett Leonard rendezésében. Egyike azon kevés IMAX-filmeknek, melyeket a hangsúlyt a szórakoztatásra helyezik, mindazonáltal a tömegek számára oktató jelleggel is bír.
A filmet 1998. október 23-án kezdték vetíteni az amerikai IMAX-filmszínházak, s közel kilenc évig, 2007 augusztusáig tartották műsoron. Ez idő alatt a T-Rex az egyik legnépszerűbbnek bizonyult a formátumon, csak Észak-Amerikában 53 millió dolláros bevételt ért el.
Magyarországon először DVD-n vált hozzáférhetővé 2001. december 4-én, majd az első hazai IMAX-vászon megjelenésével egyidőben, 2008. január 17-től a budapesti Aréna Plazában található Cinema City mozi IMAX-terme tűzte műsorára.

## Szereplők
- Ally Hayden – Liz Stauber
- Dr. Donald Hayden – Peter Horton
- Elizabeth Sample – Kari Coleman
- Barnum Brown – Laurie Murdoch
- Charles Knight – Tuck Milligan

## Történet
A főszereplő a 16 éves Ally Hayden, egy világhírű paleontológus és múzeumkurátor lánya. Ally nagyon szereti a dinoszauruszokat, s minden vágya, hogy elkísérje édesapját egy ásatásra, aki azonban túl veszélyesnek találja az ötletet, így múzeumi látogatások vezetésével bízza meg lányát.
Mialatt a régész és asszisztense távol van, Ally egy tégla alakú fosszília körüli rejtélyes baleset következtében visszautazik az időben. Különböző korszakokat jár be, köztük a krétakort, amikor  Tyrannosaurus rex és a Pteranodon élt, s ellátogat a XX. század elejére is, ahol találkozik a paleontológia neves történelmi alakjaival.

## A filmben látható dinoszauruszok
- Tyrannosaurus rex
- Ornithomimus
- Pteranodon
- Parasaurolophus
- Dryptosaurus

## Produkciós jegyzetek
A film forgatása 1997. szeptember 22-én kezdődött meg a kanadai Alberta badlandjeinél, a Dinoszaurusz Tartományi Parkban, Brooks városának közelében. Az első felvételek ahhoz a jelenethez készültek, amiben Ally Hayden visszautazik az időben a századfordulóra, s expedícióra indul a híres csontvadásszal, Barnum Brownnal.
A készítőknek komoly kihívást jelentett az élőképek felvételére realisztikus környezetet találniuk, ami visszaadja a krétakor 65 millió évvel ezelőtti buja növénytakaróját. Ehhez végül a Washington állam felső részén fekvő, Olympiához közeli esőerdőt találták megfelelőnek.
A külső helyszínek mellett a számítógépes animáció is elengedhetetlen szerepet játszik a produkcióban.

## Külső hivatkozások
- Hivatalos oldal
- T-Rex: Vissza a krétakorba a PORT.hu-n (magyarul)
- T-Rex: Vissza a krétakorba az Internet Movie Database-ben (angolul)
- T-Rex: Vissza a krétakorba a Rotten Tomatoeson (angolul)
- T-Rex: Vissza a krétakorba a Box Office Mojón (angolul)